# Wolha Antropawa
Wolha Antropawa (biał. Вольга Антропава, ros. Ольга Антропова, Olga Antropowa; ur. 1983 w Połocku) – białoruska modelka.
W 2004 roku zwyciężyła edycję krajowego konkursu piękności Miss Białorusi, reprezentując wówczas obwód witebski. Według organizatorów konkursu, liczyła wtedy 180 centymetrów wzrostu i miała wymiary: 90-62-90.
W 2005 roku zwyciężyła w konkursie Top Model International.